# 熊五郎
熊五郎（くまごろう）は、古典落語に登場する架空の人物。通称『熊さん』。発音は、動物のクマの発音と違い頭高型。

## 人物設定

### 性格
八五郎がおっちょこちょいとして描かれるのに対し、乱暴者として描かれる場合が多い。お酒が何より大好きで、酒にまつわる失敗談も多々ある（後述）。その一方で「まんじゅうこわい」に見られる知的で抜け目ない面もあり、「子別れ」や「藪入り」などのように子供との競演もかなり多い。

### 職業
主な職業は大工である。上方落語にでてくる際には、「テッタイ（手伝い）」（土木作業や店の厄介ごとを解決する作業員のようなもの）として出てくる場合が多い。

## 主な登場作品
- 『大山詣り』[1]:泥酔して大立ち回りを演じてしまい、仲間の手によって丸坊主にされる。
- 『子別れ』[1]:職業は大工。酒乱が原因で女房子供に逃げられるが、後に再び一緒になる。
- 『崇徳院』[1]:お店の若旦那の恋わずらいを治すため、その相手を探して奔走する。
- 『粗忽長屋』[1]:『船徳』と並び、数少ない『八五郎』との競演噺。
- 『猫の災難』[1]:たまたま貰った「鯛の頭と尾っぽ」が原因で、妙な騒ぎに巻き込まれてしまう。
- 『上方版らくだ』[1]:紙屑屋をこき使って仲間の葬式を出そうとして、あべこべに酒を飲んで豹変した紙屑屋にこき使われる。

## 影響
- ちりとてちん:主人公の属する落語家の徒然亭一門の師匠・草若の家の向かいにある居酒屋の主の名前（演:木村祐一）が熊五郎。